# Thiemo Strutzenberger
Thiemo Strutzenberger (* 1982 in Kirchdorf an der Krems, Oberösterreich) ist Schauspieler und Dramatiker.

## Ausbildung und Engagements
Thiemo Strutzenberger erhielt seine Ausbildung am Max Reinhardt Seminar in Wien (2000–2005).
Neben seiner Ausbildung war er zwischen 2002 und 2005 am Burgtheater Wien engagiert, danach am Deutschen Schauspielhaus in Hamburg (2005–2007).
Er arbeitete am Theater Neumarkt Zürich (2008–2009).
Am Schauspielhaus Wien war er von 2010 bis 2015 festes Ensemblemitglied.
Er spielte am Theater Basel (2015 bis 2019) und daraufhin am Münchner Residenztheater (2019 bis 2024).
Seit der Spielzeit 2024/25 ist er festes Ensemblemitglied am Wiener Burgtheater.

## Universität
An der Universität Wien absolvierte er den Masterstudiengang für Gender Studies (2009–2013).
Er promovierte an der Universität Basel (2021) mit "Verwendung von Freud" (diaphanes Verlag, 2024).

## Dramatik
Er war Teilnehmer am DramaForum der uniT Graz (Mentor: Peter Waterhouse).
Seine Stück "The Zofen Suicides" (2010), "Queen Recluse" (2013) und "Hunde Gottes" (2014) wurden am Schauspielhaus Wien uraufgeführt.
Die Stücke "Wiederauferstehung der Vögel" (2020) und "Der Preis des Menschen" (2020) fanden am Theater Basel und am Residenztheater ihre Aufführung.

## Gesellschaft
Im Februar 2021 war Strutzenberger Teil der Initiative #ActOut im SZ-Magazin, zusammen mit 184 anderen lesbischen, schwulen, bisexuellen, queeren, intergeschlechtlichen und transgender Personen aus dem Bereich der darstellenden Künste.

## Preise und Auszeichnungen
- 2005, 2008 und 2011 Bester Nachwuchsschauspieler, Nominierung, Theater heute.

- 2014 Bester Schauspieler, Nominierung, Nestroy-Theaterpreis.
- 2016, 2020, 2021, 2022: Schauspieler des Jahres, Nominierung, Theater heute.

- 2021: 3sat-Preis für seine Leistung in Graf Öderland in der Koproduktion von Theater Basel und Residenztheater München.[8]
- Berliner Theatertreffen 2018,[9] 2021,[10] 2023.[11]